# Даєр-Брук (Мен)
Даєр-Брук (англ. Dyer Brook) — місто (англ. town) в США, в окрузі Арустук штату Мен. Населення — 215 осіб (2020).

## Демографія
Згідно з переписом 2010 року, у місті мешкало 213 осіб у 92 домогосподарствах у складі 71 родини. Було 139 помешкань
Расовий склад населення:
| - 98,1 % — білих - 1,4 % — корінних американців - 0,5 % — чорних або афроамериканців |

До двох чи більше рас належало 0,0 %. Частка іспаномовних становила 0,0 % від усіх жителів.
За віковим діапазоном населення розподілялося таким чином: 19,2 % — особи молодші 18 років, 64,8 % — особи у віці 18—64 років, 16,0 % — особи у віці 65 років та старші. Медіана віку мешканця становила 48,1 року. На 100 осіб жіночої статі у місті припадало 90,2 чоловіків;  на 100 жінок у віці від 18 років та старших — 89,0 чоловіків також старших 18 років.
Середній дохід на одне домашнє господарство  становив 67 532 долари США (медіана — 67 813), а середній дохід на одну сім'ю — 67 032 долари (медіана — 67 813). Медіана доходів становила 44 063 долари для чоловіків та 32 222 долари для жінок. За межею бідності перебувало 10,4 % осіб, у тому числі 6,6 % дітей у віці до 18 років та 3,3 % осіб у віці 65 років та старших.
Цивільне працевлаштоване населення становило 128 осіб. Основні галузі зайнятості: освіта, охорона здоров'я та соціальна допомога — 37,5 %, будівництво — 13,3 %, публічна адміністрація — 11,7 %.